# Лиска Дар'я Миколаївна
Да́р'я Микола́ївна Ли́ска (нар. 13 жовтня 2006, Харків) — українська гімнастка. Срібна призерка чемпіонату Європи серед юніорів в командній першості та бронзова призерка чемпіонату Європи серед юніорів у опорному стрибку.

## Біографія
Учениця Олімпійського коледжу імені Івана Піддубного.

## Спортивна кар'єра
Вихованка харківської спортивної школи №16.

#### 2020
На дебютному чемпіонаті Європи серед юніорів, що проходив під час пандемії коронавірусу в Мерсіні, Туреччина, через хибно позитивний тест на КОВІД-19 Дар'ї збірна України була за крок до зняття зі змагань. Добу члени дорослої та юніорської збірної України перебували в готельних номерах, поки не отримали негативні результати другого тесту та допуск команди до змагань від організаторів. Дар'я ж змушена була пропустити офіційне тренування, поки не отримала два негативні результати тестів. Не зважаючи на відсутність тренувань, у фіналі командних змагань спільно з Даніелою Батроною, Вікторією Іваненко та Юлією Касяненко здобула срібну нагороду в командній першості, поступившись збірній Румунії. У фіналі вправи в опорному стрибку здобула бронзову нагороду.

## Результати на турнірах
| Рік                | Змагання                         | КБ | ІБ | Опорний стрибок | Різновисокі бруси | Колода | Вільні вправи |
| ------------------ | -------------------------------- | -- | -- | --------------- | ----------------- | ------ | ------------- |
| Юніорські змагання |                                  |    |    |                 |                   |        |               |
| 2020               | UKRAINE INTERNATIONAL CUP        | *  | 1  | 1               | 2                 | 2      | 2             |
| 2020               | Чемпіонат України серед юніонів  |    | 2  | 1               | 1                 | 2      | 3             |
| 2020               | Чемпіонат України, Кропивницький | 1  |    | 1               | 1                 |        | 1             |
| 2020               | Чемпіонат Європи                 | 2  | 4  | 3               |                   | 4      | 6             |
| 2021               | UKRAINE INTERNATIONAL CUP        | 2  | 1  | 1               |                   | 1      | 1             |

*змішані команди